# Liste des sénateurs belges (législature 1978-1981)
Pour les articles homonymes, voir Liste des sénateurs belges.
Liste des sénateurs pour la législature 1978-81 en Belgique, à la suite des élections législatives par ordre alphabétique.

## Bureau

### Président
- Edward Leemans (5.03.80) remplace Robert Vandekerckhove

## Membres

### de droit
- S.A.R. Mgr. le Prince Albert de Belgique

### élus
1. Paul Akkermans (nl)[1] (arr.Anvers)
2. Charles Bailly (arr.Liège)
3. Jan Bascour (arr.Bruxelles)
4. René Basecq (arr.Niveles)
5. Bassleer (arr.Verviers)
6. Raymond Bataille (arr. Huy-Waremme)
7. Robert Belot (arr. Namur/Dinant-Philippeville)
8. Mme Aline Bernaerts-Viroux (arr. Nivelles)
9. Pierre Bertrand (arr.Liège)
10. Ferdinand Boey, 3e vice-président (arr.Anvers)
11. Elias Bogaerts, secrétaire (arr.Louvain)
12. Max Bury, secrétaire (arr.Mons-Soignies)
13. Willy Calewaert[2] (arr.Anvers)
14. Alfred Califice[3] (arr.Charleroi-Thuin)
15. Aimé-Remy Canipel (arr.Gand-Eeklo)
16. Michel Capoen (arr.Courtrai-Ypres)
17. Omaar Carpels (nl) (arr. Bruges)
18. Jacques Cerf (arr.Charleroi-Thuin)
19. Jos Chabert[4] (arr.Bruxelles)
20. Etienne Cooreman (nl) (arr.Termonde/Saint-Nicolas)
21. Coppens (arr.Bruxelles)
22. Lambert Croux (arr. Hasselt/Tongres-Maaseik)
23. Guy Cudell[5] (arr.Bruxelles)
24. Henri Cugnon (arrts du Luxembourg)
25. Emile Cuvelier (nl) (Arr. Audenarde-Alost)
26. Joseph Daems (arr. Louvain)
27. Daulne (arr.Verviers)
28. Mme Rika De Backer-Van Ocken[6] (arr.Anvers)
29. Hector De Bruyne[7] (arr.Anvers)
30. Constant De Clercq, questeur (arr. Malines/Turnhout)
31. Decoster (arr Furnes-Dixmude-Ostende)
32. Jaak De Graeve (arr. Termonde/Saint-Nicolas)
33. Fernand Delmotte (arr. Mons-Soignies)
34. Albert Delpérée (arr.Bruxelles)
35. Albert Demuyter (arr.Bruxelles)
36. Armand De Rore (nl) (arr.Courtrai-Ypres)
37. Germain De Rouck (arr. Audenarde-Alost)
38. Jos De Seranno, secrétaire (arr. Malines-Turnhout)
39. Georges Désir (arr. Bruxelles)
40. Freddy Donnay (arr.Liège)
41. Jean Dulac, questeur (arr.Tournai/Ath/Mouscron)
42. Robert Dussart (arr.Charleroi-Thuin)
43. Jean Férir (arr.Hasselt/Tongres-Maaseik)
44. Robert Gijs (arr.Anvers)
45. Jean Gillet (arr.Verviers)
46. Mlle Lucienne Gillet (arr.Charleroi-Thuin)
47. Roland Gillet,secrétaire (arr.Bruxelles)
48. Mme Cécile Goor-Eyben, 2e vice-président (arr.Bruxelles)
49. Georges Gramme[8] (arr.Verviers)
50. Mme Huberte Hanquet (arr.Liège)
51. Edgard Hismans (arr.Mons-Soignies)
52. Roger Hostekint (arr. Roulers-Tielt)
53. Frans Houben (arr.Malines-Turnhout)
54. Jacques Hoyaux[9] (arr.Charleroi-Thuin)
55. Antoine Humblet[10] (arr. Namur/Dinant-Phiippeville)
56. Jean-Emile Humblet (arr.Nivelles)
57. Wim Jorissen, secrétaire (arr.Malines-Turnhout)
58. Jean Kevers, questeur (arr. Tournai-Ath-Mouscron)
59. Robert Lacroix, 1er vice-président (arr. Namur/Dinant-Philippeville)
60. Léonce Lagae (arr.Louvain)
61. André Lagasse (arr.Bruxelles)
62. André Lagneau (arr. Mons-Soignies)
63. Hilaire Lahaye, questeur (arr. Courtrai-Ypres)
64. Albert Lavens[11] (arr. Courtrai-Ypres)
65. Lecoq (arr.Huy-Waremme)
66. Edward Leemans (arr.Louvain)
67. Jacques Lepaffe (arr.Bruxelles)
68. Leo Lindemans (arr.Bruxelles)
69. Guy Lutgen (arrts du Luxembourg)
70. Bob Maes (arr.Bruxelles)
71. Pierre Mainil (arr.Mons-Soignies)
72. Mme Lucienne Mathieu-Mohin (arr.Bruxelles)
73. Mme Jacqueline Mayence-Goossens (arr. Charleroi-Thuin)
74. Mme Maria Panneels-Van Baelen (arr.Bruxelles)
75. Paulus (arr.Liège)
76. Gilbert Pede (arr.Gand-Eeklo)
77. François Perin (arr.Liège) (démissionne 26.03.1980) remplacé par Jacques Wathelet
78. Mme Irène Pétry (arr.Liège)
79. Édouard Poullet (arr. Bruxelles)
80. Georges Radoux (arr.Bruxelles)
81. Max Smeers (arr.Hasselt/Tongres-Maaseik)
82. Mme Clara Smitt (arr.Hasselt-Tongres-Maaseik)
83. Guy Spitaels[12] (arr.Tournai-Ath-Mouscron)
84. Michel Toussaint (arr.Namur/Dinant-Philippeville)
85. Théophile Toussaint(arr.Charleroi-Thuin)
86. Mme Georgia Turf-De Munter (arr.Gand-Eeklo)
87. Jules Van Canneyt (arr. Furnes-Dixmude-Ostende)
88. Rik Vandekerckhove[13] (arr. Hasselt-Tongres-Maaseik)
89. Octaaf Van den Broeck (arr.Termonde-Saint-Nicolas)
90. John Van den Eynden (arr.Anvers)
91. Frans Vanderborght (arr. Anvers)
92. Herman Vanderpoorten (arr.Malines-Turnhout)
93. Eloi Vandersmissen (arr. Hasselt-Tongres-Maaseik)
94. Marcel Vandewiele (arr.Bruges)
95. Jos Vangeel (arr.Anvers)
96. Frans Vangronsveld (arr.Hasselt/Tongres-Maaseik)
97. Maurice Van Herreweghe (arr.Gand-Eeklo)
98. Antoon Van Nevel (arr.Gand-Eeklo)
99. Roger Vannieuwenhuyze (arr. Roulers-Tielt)
100. Oswald Van Ooteghem (arr.Gand-Eeklo)
101. Alfons Verbist (arr.Malines-Turnhout)
102. Julien Vergeylen (arr. Termonde-Saint-Nicolas) (jusque 1.10.1980; remplacé 14.10.1980 par Mariette Buyse
103. Joris Verhaegen (arr.Malines-Turnhout)
104. Wim Verleysen (nl) (arr. Audenarde-Alost)
105. Willy Vernimmen (arr.Audenarde-Alost)
106. Roger Windels (arr.Bruges)
107. Jos Wijninckx[14] (arr.Anvers)

### provinciaux
- Hugo Adriaensens
- Marcel Busieau
- Walter Claeys (nl)
- Jules Coen
- Robert Conrotte
- Maurits Coppieters
- Cornelis
- Ferdinand De Bondt[15]
- Roger Declercq (renonce 1.2.1980)
- Albert Deconick
- Paul De Kerpel
- Herman Deleeck
- Mme Josepha De Loore-Raeymaekers
- Mme Lydia de Pauw-Deveen[5]
- Pierre Descamps
- Georges De Smeyter
- chevalier Paul de Stexhe
- Yves de Wasseige
- Elie Deworme
- René D'Haeyer
- Mme Paula D'Hondt-Van Opdenbosch
- comte Yves du Monceau de Bergendal
- Isidore Egelmeers
- Valmy Féaux
- Simon Février
- Georges Flagothier
- Jan Gerits
- Charles Hanin
- Fernand Hubin
- Michel Kenens
- Willem Mesotten, secrétaire
- Arthur Meunier
- Serge Moureaux
- René Nauwelaerts
- Georges Neuray
- Daniel Noël de Burlin
- Jacob Nutkewitz
- Gaston Paque
- Marcel Payfa
- Piot
- Mme Christiane Planckaert-Staessens
- Jean Poulain
- Mme Remy-Oger
- Claude Renard
- André Tilquin
- Leo Vanackere
- Achiel Vandenabeele
- Jan Van den Nieuwenhuijzen
- Carlo Van Elsen
- André Vanhaverbeke
- Raoul Van Spitael

### cooptés
- André
- Joseph Bonmariage
- Amedé De Baere
- Maurice Dewulf
- Gaston Geens[16]
- Paul-Charles Goossens
- Émile Guillaume
- François Guillaume
- Robert Henrion
- Lucienne Herman-Michielsens
- Rik Kuylen
- Roger Lallemand
- Fortuné Lambiotte
- Mme Joanna Nauwelaerts-Thues
- Willy Seeuws
- Jean Sondag
- Mme Nora Staels-Dompas
- Storme
- André Sweert
- Robert Vandekerckhove, président
- Charles van de Put
- Frans Van der Elst (nl)
- Robert Vandezande
- John Van Waterschoot (nl)
- Louis Waltniel